# 파샤 (매춘소)

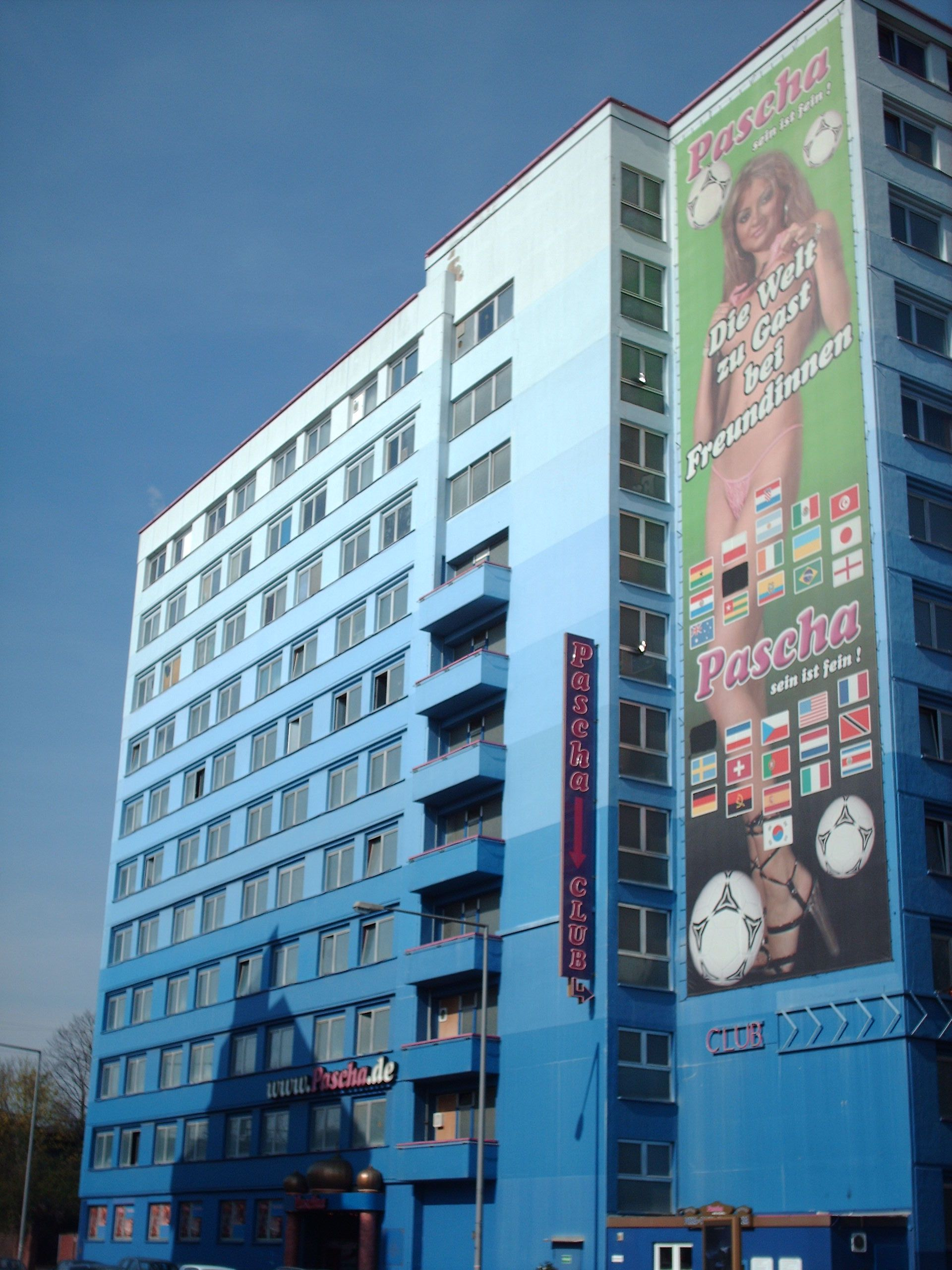
2006년 FIFA 월드컵 당시 사우디아라비아 국기와 이란 국기가 항의와 협박 끝에 포스터에 검게 그려진 파샤

파샤(독일어: Pascha)는 은 독일 쾰른에 위치한 12층 9,000 평방미터의 매춘소이다. 약 120명의 매춘부와 80명 이상의 조연 직원, 그리고 하루에 최대 1,000명의 고객을 보유하고 있는, 세계에서 가장 큰 매춘소이다.